# Écharcon
Écharcon é uma comuna francesa na região administrativa da Ilha de França, no departamento de Essonne. Estende-se por uma área de 10.23 km². Em 2010 a comuna tinha 815 habitantes (densidade: 119,7 hab./km²).